# Nasip, Gradiška
Nasip je nekdanje naselje v občini Gradiška, Bosna in Hercegovina, od leta 1991. del naselja Gradiška.

## Prebivalstvo
| Pregled števila prebivalcev po letih | Pregled števila prebivalcev po letih | Pregled števila prebivalcev po letih | Pregled števila prebivalcev po letih | Pregled števila prebivalcev po letih |
| ------------------------------------ | ------------------------------------ | ------------------------------------ | ------------------------------------ | ------------------------------------ |
| 1948                                 | 1953                                 | 1961                                 | 1971                                 | 1981                                 |
| -                                    | -                                    | -                                    | 588                                  | 825                                  |

| Narodna sestava prebivalstva po letih                                                                                          | Narodna sestava prebivalstva po letih                                                                                            | Narodna sestava prebivalstva po letih |
| --- | --- | ------------------------------------- |
| 1971 | 1981 |                                       |
| . skupaj: 588 Muslimani 413 (70,23 %) Srbi 96 (16,32 %) Hrvati 73 (12,41 %) Jugoslovani 0 (0,00 %) drugi in neznano 6 (1,02 %) | . skupaj: 825 Muslimani 432 (52,36 %) Srbi 95 (11,51 %) Hrvati 52 (6,30 %) Jugoslovani 241 (29,21 %) drugi in neznano 5 (0,60 %) |                                       |